# Carl Veart
Carl Veart (Whyalla, 21 maggio 1970) è un allenatore di calcio ed ex calciatore australiano, di ruolo attaccante, tecnico del Adelaide Utd.

## Carriera
Veart ha giocato in Australia con l'Adelaide City e l'Adelaide United FC.
Ha giocato per diversi anni anche in Europa, con le squadre inglesi del Sheffield United, del Crystal Palace e del Millwall.
Ha debuttato con la Nazionale australiana nel 1992 giocando 18 partite e segnando 7 gol.
Si è ritirato dall'attività agonistica il 23 maggio 2007.

## Palmarès

### Giocatore

#### Club

##### Competizioni nazionali
- NSL: 3

Adelaide City: 1986, 1991-1992, 1993-1994
- NSL Cup: 2

Adelaide City: 1989, 1991-1992
- A-League: 1

Adelaide Utd: 2005-2006